# Modibo Koné
Pour les articles homonymes, voir Koné.
Modibo Koné né en 1977 à Bamako, est un officier militaire malien.
Ministre de la sécurité du Mali après le coup d'État de 2020.

## Biographie
Modibo Koné est diplômé de l'école militaire de Kati, a étudié à l'école militaire de Koulikoro et a effectué des stages, notamment en Chine. Il a servi dans la Garde nationale malienne et a participé à des opérations militaires contre les rebelles du pays.
Koné était le troisième vice-président du comité national pour le salut du peuple (CNSP) qui a mené le coup d'État de 2020 aux côtés du colonel Assimi Goïta qui a renversé le gouvernement du président Ibrahim Boubacar Keïta,,.
Le colonel Koné a été nommé ministre de la Sécurité et de la défense civile dans le gouvernement de Moctar Ouane en octobre 2020. Lui et Sadio Camara ont été exclus du nouveau gouvernement en mai 2021, ce qui a conduit à l'arrestation et à la démission de Ouane et du président Bah N'Dawn,.
Il dirige ensuite la Direction de la Sécurité d'État à partir de juin 2021, renommée Agence nationale de la sécurité de l'État en octobre 2021,,.